# Гуменюк Петро Данилович
Петро́ Дани́лович Гуменю́к (14 квітня 1923, с. Мітлинці, Гайсинський район, Вінницька область, УРСР — 23 липня 2002, м. Тернопіль) — український вчений-економіст, громадський діяч, юрист, педагог. Доктор економічних наук (1971), професор (1976).

## Життєпис
Від 1944 — учасник бойових дій у Другій світовій війні. 
Закінчив Львівський університет (1950). 1950—1958 — адвокат, кореспондент обласної газети, викладач Львівської юридичної школи, Львівського технікуму харчової промисловості. 
Від 1961 — викладач, доцент, від 1975 — декан економічного факультету Львівського університету.
Від 1975 — в Тернопільському фінансово-економічному інституті (нині національний економічний університет) — ректор, професор кафедри економічної теорії. 
Голова Тернопільського осередку Всеукраїнської асоціації дослідників геноциду — голоду 1932—1933 в Україні. 
Сфера наукових зацікавлень — перебудова в умовах ринкового госпадарювання, вдосконаленя економічної політики і соціального захисту населення.

### Наукова діяльність
Автор 130 наукових і навчально-методичних праць, у тому числі 6 самостійних та 14 колективних монографій.
Праці:
- Оплата праці в умовах економічної реформи: Питання теорії і практики відносин розподілу. Л., 1969;
- Матеріальне стимулювання і його роль у розвитку виробництва. Л., 1969;
- Змагання сили множить (на досвіді промислових підприємств Львівської і Тернопільської обл.). Л., 1976;
- Соціалістичне змагання і колектив. К., 1985;
- Экономические методы управления и ускорение развития производства. К., 1989 (співавт.).

### Нагороди
- Нагороджений 3 орденами, 8 медалями  СРСР
- орденом «За мужність».